# Anoplocapros inermis
Anoplocapros inermis es una especie de peces de la familia Aracanidae en el orden de los Tetraodontiformes.

## Morfología
Los machos pueden llegar alcanzar los 37 cm de longitud total.

## Hábitat
Es un pez marino de clima subtropical  que vive entre 10-300 m  de profundidad.

## Distribución geográfica
Se encuentra en Australia: Nueva Gales del Sur y  Victoria. 